# Driebergen-Rijsenburg

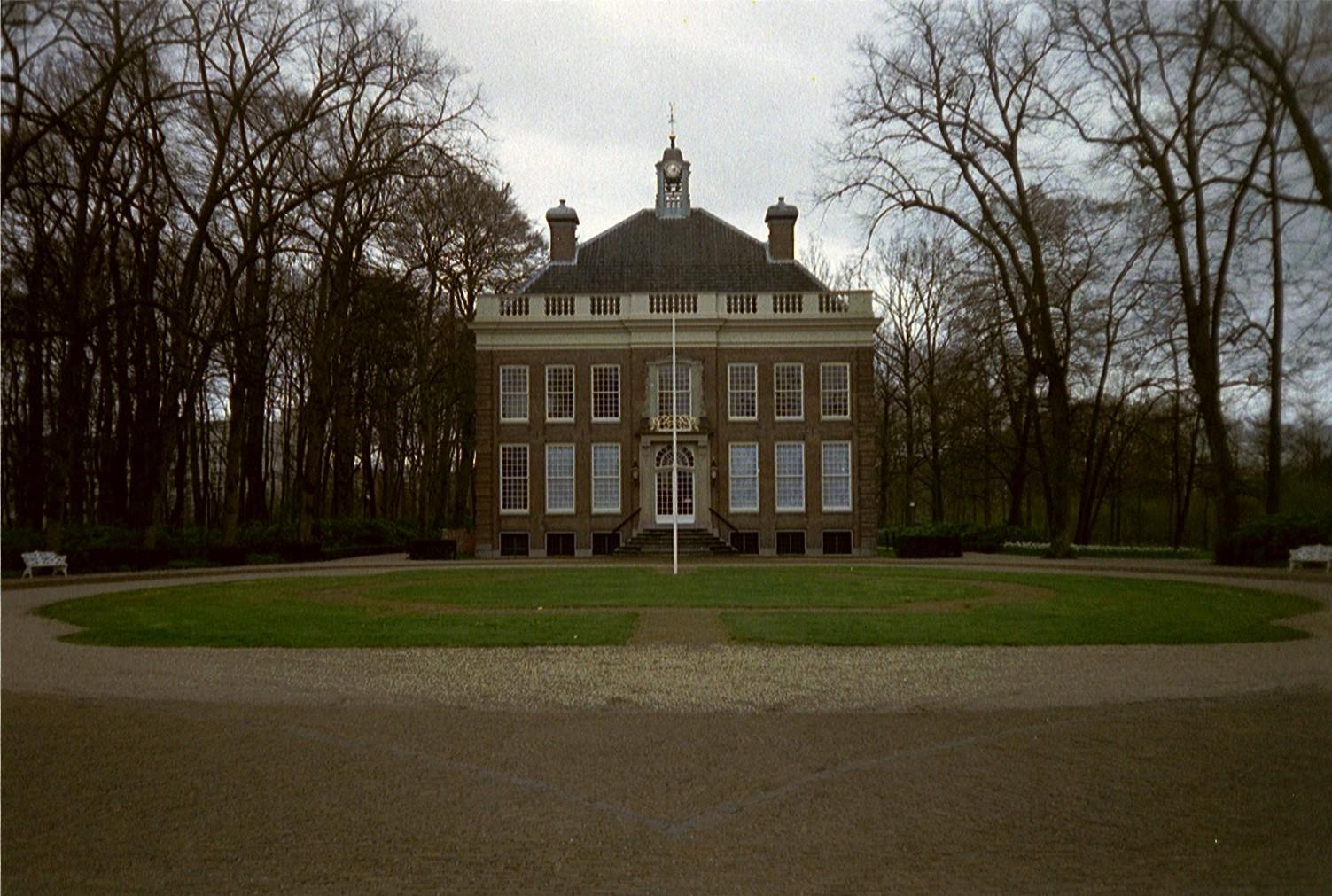
Sparrendaal i Driebergen.

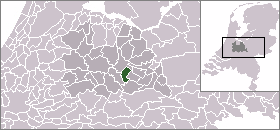
Driebergen-Rijsenburgs läge

Driebergen-Rijsenburg är en historisk kommun i provinsen Utrecht i Nederländerna. Kommunens totala area är 26,44 km² (där 0,10 km² är vatten) och invånarantalet är 18 570 (2005).